# Велики мајстори Темплара
Велики мајстор био је врховни командант Реда сиромашних витезова Христа и Соломоновог храма (Темплара). Први велики мајстор био је оснивач реда Иг де Пејен. Док су многи велики мајстори изабрали да се на дужности налазе током цијелог свог живота, поједини су одлучили да напусте дужност због одласка у манастир или у дипломатију. Велики мајстори су често предводили витезове у борби, па самим тим није била ријеткост да у борби и погину, због чега су се поједини мајстори на дужности налазили веома кратко.

## Списак Великих мајстора
| #   | Име                 | Грб | На функцији |
| --- | ------------------- | --- | ----------- |
| 1.  | Иг де Пејен         |     | (1118—1136) |
| 2.  | Робер де Краон      |     | (1136—1146) |
| 3.  | Еврар де Бар        |     | (1146—1149) |
| 4.  | Бернар де Тремеле   |     | (1149—1153) |
| 5.  | Андре де Монбар     |     | (1153—1156) |
| 6.  | Бертран де Бланшфор |     | (1156—1169) |
| 7.  | Филип де Мији       |     | (1169—1171) |
| 8.  | Одо де Сан Аман     |     | (1171—1179) |
| 9.  | Арно де Торож       |     | (1179—1184) |
| 10. | Жерар де Ридфор     |     | (1185—1189) |
| 11. | Робер де Сабле      |     | (1191—1193) |
| 12. | Жилбер Орал         |     | (1193—1200) |
| 13. | Филип ди Плеси      |     | (1201—1208) |
| 14. | Гијом де Шартр      |     | (1209—1219) |
| 15. | Пјер де Монтеги     |     | (1219—1230) |
| 16. | Арман де Перигор    |     | (1232—1244) |
| 17. | Ришар де Бир        |     | (1245—1247) |
| 18. | Гијом де Сонак      |     | (1247—1250) |
| 19. | Рено де Вишије      |     | (1250—1256) |
| 20. | Тома Беро           |     | (1256—1273) |
| 21. | Гијом де Боже       |     | (1273—1291) |
| 22. | Тибо Годен          |     | (1291—1292) |
| 23. | Жак де Моле         |     | (1292—1314) |